# Nico Hendrickx
Nico Hendrickx (Lier, 16 februari 1976) is een Belgisch voormalig boogschutter.

## Levensloop
Hendrickx is afkomstig uit Kessel en was aangesloten bij KJSS Rumst. Hij nam vijfmaal deel aan de wereldkampioenschappen (outdoor). Zijn hoogste eindrangschikking behaalde hij er in 1999 met een zesde plaats. In 1995 werd hij 51e, in 2001 40e, in 2003 42e en in 2005 32e in de eindstand. Daarnaast nam hij tevens driemaal deel aan het indoor WK, alwaar hij zijn beste prestatie in 1997 neerzette met een 12e plaats. Voorts behaalde hij er in 2003 de 49e en in 2005 de 15e plaats in de eindrangschikking. Ook nam hij deel aan de Olympische Zomerspelen van 2000 te Sydney. Hij strandde er in de 1/16e finales op de 27e plek. 
In 2005 kondigde hij het einde van zijn boogschutterscarrière aan, maar keerde in 2014 kort terug in deze discipline. Dat jaar behaalde zilver op het BK. Wel bleef hij die tussenliggende periode actief in de sportwereld als motorcrosser. Na 2014 legde hij zich toe op duatlon en na het plaatsen van een knieprothese op het mountainbiken.
Zijn moeder, Raymonda Verlinden, was eveneens actief in het boogschieten.